# Martina Aničić
Martina Aničić (Zagreb, 10 februari 1967 – januari 2007) was een (toneel)schrijfster, vertaalster en docente drama aan de Toneelacademie in Zagreb.
Aničić schreef proza en toneelstukken voor radio, televisie en theater en ontving er een aantal prijzen voor. Haar werken zijn vertaald naar het Pools, Slowaaks, Sloveens en Noors. Aničić overleed op haar veertigste. 
Aničić' proza is vlot, actueel, vinnig, luchtig, informeel en grappig. Haar schrijfstijl ligt op de grens tussen literatuur en journalistiek. Aničić mengde werkelijkheid en fantasie op een verrassende, maar andere wijze dan haar tijdgenoten in Kroatië. 

## Werken
- 1995 Raspukline (Scheuren), prozawerken
- 1998 Obiteljska stvar (De familiezaak), TV serie in twaalf delen
- 2004 Nebeska Košarka (Het hemelse basketbal), korte verhalen. In het Nederlands gedeeltelijk uitgegeven in Voetbal, engelen, oorlog - Een bloemlezing uit het Kroatische fictieve proza tussen 1990 en 2010

## Bron
- Culturenet

- International Standard Name Identifier: 0000 0001 0967 6478
- Library of Congress Control Number: n95099752
- Nederlandse Thesaurus van Auteursnamen: 198004664
- Système universitaire de documentation: 088209148
- Virtual International Authority File: 43554944
- WorldCat: E39PBJhhrmPYFPrJc33QmfwDMP